# 사드의 정리
실해석학에서 사드의 정리(Sard-定理, 영어: Sard’s theorem)는 매끄러운 함수는 거의 모든 곳에서 임계점을 갖지 않는다는 정리다.

## 정의
사드의 정리에 따르면, 두 {\displaystyle {\mathcal {C}}^{r}} 미분 가능 다양체 {\displaystyle M}, {\displaystyle N} 사이의 {\displaystyle {\mathcal {C}}^{r}} 함수 {\displaystyle f\colon M\to N}에 대하여, 만약
{\displaystyle r>\max\{\dim M,\dim N\}}
이라면 {\displaystyle f}의 임계점({\displaystyle \partial _{\mu }f=0}인 점)의 집합은 르베그 측도에 대하여 영집합이다.

## 증명
국소좌표계를 사용하여, 편의상 {\displaystyle M\subset \mathbb {R} ^{\dim M}}이고 {\displaystyle N=\mathbb {R} ^{\dim N}}으로 가정할 수 있다. 따라서, 사드의 정리는 다음 명제로부터 쉽게 증명할 수 있다.:496–497
1. n차원 유클리드 공간의 열린 부분집합 G에서 {\displaystyle R^{n}}으로 가는 n변수 함수 f = (f1, ..., fn)가 있다고 하자.
2. 만약, f가 미분가능한 G의 점들을 임의로 모은 집합 E에 대하여 적당한 음이 아닌 실수 상수 {\displaystyle \mu }에 대하여 f의 야코비안 행렬식이 {\displaystyle |J(f)|\leq \mu }를 만족한다면, E에서 {\displaystyle \lambda ^{*}(f(E))\leq \mu \lambda ^{*}(E)} 이 성립한다.(여기서 {\displaystyle \lambda ^{*}}는 외측도의 기호)

이 명제에서 {\displaystyle \mu =0}을 취하면 사드의 정리가 되므로, 이 명제를 증명하면 곧바로 사드의 정리를 증명할 수 있다. 이 명제는 다음과 같은 단계에 의해 증명할 수 있다.:496–498
1. 우선 E에서 임의의 양수 k에 대하여 적당한 양수 l이 존재하여 (0, l]에 속하는 모든 수 m에 대해 부등식 {\displaystyle \lambda ^{*}(f(B(x,m)))\leq (|J(f)|+k)\lambda (B(x,m))} 이 성립한다는 것을 증명한다.
2. 다음으로, E가 유계라고 가정할 수 있음을 증명한다.
3. E가 유계라 가정하면, 적당한 열린 집합 H가 존재하여 임의의 양수 k에 대해 E ⊂ H ⊂ G와 {\displaystyle \lambda (H)<\lambda ^{*}(E)+k} 을 만족한다.
4. 1을 이용하면 임의의 x ∈ E에 대해 적당한 l(x) > 0이 존재하여 (0, l(x)]에 속하는 모든 m에 대해 B(x, m) ⊂ H이고, {\displaystyle \lambda ^{*}(f(B(x,m)))\leq (\mu +k)\lambda (B(x,m))} 을 얻는다.
5. E에 속하는 x와 (0, l(x)/5]에 속하는 m에 대하여 B(x, m)은 E에 대한 비탈리 조건을 만족한다. 따라서, 비탈리 덮음 보조정리를 이용하면 F에 속하는 적당한 교차하지 않는 열린 공들 B1, B2, ...에 대하여 어떤 영집합을 제외하면 {\displaystyle E\subset \bigcup _{a=1}^{\infty }B_{a}} 이 성립한다.
6. 이상으로부터 {\displaystyle \lambda ^{*}(f(E))\leq (\mu +k)(\sum _{a=1}^{s-1}\lambda (B_{a})+\sum _{a=s}^{\infty }5^{n}\lambda (B_{a}))} 이 성립함을 증명한다.
7. 이상에서 분명히 {\displaystyle \sum _{a=1}^{\infty }\lambda (B_{a})\leq \lambda (H)} 이므로, 6의 부등식에서 s를 무한대로 가져가는 극한을 취하면 {\displaystyle \lambda ^{*}(f(E))\leq (\mu +k)\lambda (H)<(\mu +k)(\lambda ^{*}(E)+k)} 을 얻는데, k는 임의이므로 증명이 끝난다.

## 역사
미국의 수학자 아서 사드가 1942년에 증명하였고, 1965년에 일반화하였다.

## 참고 문헌
1. 1 2  Frank Jones, Lebesgue Integration on Euclidian Space, Jones and Bartlett Mathematics, 2001
2. ↑  Sard, Arthur (1942). “The measure of the critical values of differentiable maps”. 《Bulletin of the American Mathematical Society》 48 (12): 883–890. doi:10.1090/S0002-9904-1942-07811-6. MR 0007523. Zbl 0063.06720.
3. ↑  Sard, Arthur (1965). “Hausdorff Measure of Critical Images on Banach Manifolds”. 《American Journal of Mathematics》 87 (1): 158–174. doi:10.2307/2373229. JSTOR 2373229. MR 0173748. Zbl 0137.42501.
4. ↑  Sard, Arthur (1965). “Errata to Hausdorff measures of critical images on Banach manifolds”. 《American Journal of Mathematics》 87 (3): 158–174. doi:10.2307/2373229. JSTOR 2373074. MR 0180649. Zbl 0137.42501.